# Data Arte
Data Arte (DATA) è stata una rivista italiana d'arte concettuale edita a Milano con l'intento di costituire un database degli eventi d'arte contemporanei. In tutto uscirono 28 numeri, dal settembre 1971 all'estate 1978.

## Storia editoriale
Tommaso Trini Castelli, nel 1970, a partire dall'esperienza dell'Arte povera e dell'Arte concettuale, pensò ad una rivista che seguisse l'evolversi dei linguaggi creativi quasi in presa diretta per dare testimonianza esatta del clima artistico contemporaneo in atto tra Milano, New York, Torino, Parigi e Roma.
La rivista Data Arte venne pubblicata per la prima volta nel settembre del 1971 dall'editore d'arte antica Gilberto Algranti, con il sottotitolo “Dati internazionali d'arte”. 
In seguito le pubblicazioni proseguirono grazie a Prearo editore, sotto la direzione di Tommaso Trini e Ciacia Nicastro, con la pubblicazione di 32 numeri (diversi dei quali doppi, cioè due numeri in una stessa data) fino all'estate del 1978.
Data Arte promosse un forum di dibattito e di sperimentazione al quale contribuirono artisti e critici emergenti, che sulle sue pagine furono liberi di organizzare i propri pensieri e contenuti in modo tale da creare un equilibrio tra l'informazione, il dibattito critico e l'opera d'arte.
Tra i suoi collaboratori più famosi si ricordano: Giulio Carlo Argan, Mirella Bandini, Renato Barilli, Alberto Boatto, Anne Marie Boetti, Achille Bonito Oliva, Maurizio Calvesi, Flavio Caroli, Gianni Contessi, Bruno Corà, Germano Celant, Michel Claura, Jole De Sanna, Gillo Dorfles, Maurizio Fagiolo, Lucy R. Lippard, Filiberto Menna, Daniela Palazzoli, Maurice Pleynet, Carlo Arturo Quintavalle, Barbara Radice, Seth Siegelaub, Silvana Sinisi, Clino Trini Castelli, Lea Vergine e Marisa Volpi Orlandini.